# Democratische Progressieve Partij
De Democratische Progressieve Partij (DPP) is een Taiwanese politieke partij, die sinds de verkiezingen van 16 januari 2016 aan de macht is in Taiwan. De partij werd opgericht in 1986 en is een van de twee grote partijen, samen met de traditioneel dominante Kwomintang (KMT). De Democratische Progressieve Partij is sterk liberaal en draagt waarden als mensenrechten en anticommunisme hoog in het vaandel. Daarnaast wordt gefocust op de Taiwanese identiteit.

## Geschiedenis
De DPP ontstond als Tangwai, een beweging tegen het autoritaire regime van de Kwomintang. Deze beweging mondde uit in de oprichting van een alternatieve partij op 28 september 1986. Diezelfde dag nog kreeg de partij er 132 leden bij. De nieuwe partij pleitte voor progressieve waarden zoals democratie. Vanaf het begin van de jaren 1990 profileerde de DPP zich meer als nationalistisch: een van de ideologische pijlers is de Taiwanese identiteit, in tegenstelling tot de Kwomintang, die eerder Chinees-nationalistisch zijn.
In maart 2000 won de DPP, onder leiding van Chen Shui-bian, de verkiezingen, dankzij het splitsen van de andere stemmen tussen de Kwomintang en onafhankelijke kandidaat James Soong. De Kwomintang was zo voor het eerst in 91 jaar niet aan de macht in de Republiek China, zoals Taiwan officieel heet en zoals China heette voor de communistische machtsovername. In 2004 werd Chen herverkozen met een kleine marge. De Kwomintang eiste een hertelling van de stemmen, die er ook zou komen. Na deze hertelling werd Chen bevestigd als nieuwe president, maar met nog een krappere marge dan aanvankelijk.
Na de lokale verkiezingen van december 2005 verloor de DPP zwaar. Dit leidde tot verschuivingen binnen de partij. Op 30 september 2007 aanvaardde de DPP een wet die het land meer vrijheid zou geven ten opzichte van China. Zo werd o.a. gepleit voor het gebruik van "Taiwan" in plaats van "Republiek China".
In 2008 verloor de DPP de verkiezingen, wat resulteerde in een terugkeer naar de oppositie. In mei dat jaar werd Tsai Ing-wen verkozen tot nieuwe partijleider, als eerste vrouw ooit in Taiwan. Zij legde de nadruk op de geschiedenis, soevereiniteit en nationale veiligheid van Taiwan.
Na de verkiezingen in 2016 werd de DPP weer de grootste partij van Taiwan, en leverde met Tsai Ing-wen opnieuw de president. Dit ging gepaard met een toename van het nationalisme in Taiwan. Door deze ontwikkeling verloor het land echter ook enkele voordelen, zoals een observerende rol in de WHO. Op 11 januari 2020 won de DPP opnieuw en werd Tsai herkozen als president.
In 2023 werd vicepresident en voormalig premier Lai Ching-te de nieuwe partijleider. Na het winnen van de presidentsverkiezingen van 2024 nam hij het presidentschap van Tsai over.

## Standpunten
De DPP staat voor democratie, liberalisme en progressivisme. Daarnaast vormt de Taiwanese identiteit een belangrijke pijler. Onder Ma Ying-jeou (KMT) zocht Taiwan toenadering tot China, maar de DPP is hier tegen. Terwijl China onder leiding van Xi Jinping streeft naar een hereniging, is bekend dat de DPP meer autonomie en zelfs onafhankelijkheid nastreeft.